# 小倉甚吉
小倉 甚吉（おぐら じんきち、1846年（弘化3年5月） - 1911年（明治44年）3月9日）は、日本の政治家、衆議院議員（1期）。

## 経歴
周防国熊毛郡島田村（のち山口県熊毛郡島田村、周南町、光町を経て現・光市）生まれ。萩明倫館で学ぶ。熊毛郡御用掛、島田村会議員、同副議長、山口県会議員、所得税調査委員、徴兵参事員となる。
1893年9月、曽禰荒助の辞職による山口4区の補欠選挙に立候補して当選した。衆議院議員を1期務め、1894年の第3回衆議院議員総選挙は不出馬。1911年に死去した。

## 親族
- 三男 矢島専平（陸軍大尉、衆議院議員）[3]